# والدرون (کانزاس)
والدرون (به انگلیسی: Waldron) شهری در ایالت کانزاس کشور ایالات متحده آمریکا است که جمعیت آن در سرشماری سال ۲۰۱۰ میلادی، ۱۱ نفر بوده‌است.